# Sân bay Borkum
Sân bay Borkum (IATA: BMK, ICAO: EDWR) là một sân bay trên đảo Borkum, Đức. Sân bay này có 3 đường băng, đường băng dài nhất có bề mặt nhựa đường, dài 1 km.

## Các hãng và tuyến bay thường lệ
| Hãng hàng không             | Các điểm đến                          |
| --------------------------- | ------------------------------------- |
| Ostfriesische Lufttransport | Emden                                 |
| Air Hamburg                 | Hamburg Uetersen, Hamburg Fuhlsbüttel |